# Бель, Жером
Жером Бель (фр. Jérôme Bel, 14 октября 1964, Монпелье) — французский танцовщик и хореограф, один из лидеров движения не-танца.

## Биография
Выпускник Национального центра современного танца в Анже (1985). В дальнейшем выступал в постановках крупных хореографов Франции и Италии (Анжелен Прельжокаж, Режис Обадиа, Катерина Санья и др.). Был ассистентом Филиппа Декуфле в постановке церемоний Зимних олимпийских игр в Альбервиле (1992). Многие из его спектаклей, показанных по всему миру, поставлены в расчете всякий раз на отдельного артиста, чье имя и носят.

## Постановки
- 1994 : Nom donné par l’auteur
- 1995 : Jérôme Bel
- 1997 : Shirtologie
- 1998 : Le Dernier Spectacle
- 2000 : Xavier Le Roy
- 2001 : The Show Must Go On
- 2004 : The Show Must Go On 2
- 2004 : Véronique Doisneau (Опера Гарнье)
- 2005 : Pichet Klunchun and Myself
- 2005 : Isabel Torres
- 2009 : Lutz Forster
- 2009 : Cédric Andrieux (Балет Лионской оперы)
- 2010 : 3Abschied, на музыку симфонии-кантаты Малера Песнь о Земле, финальная часть (соавтор и солистка — Анна Тереза Де Кеерсмакер, премьера состоялась 16 февраля 2010 в брюссельском театре Ла Монне)
- 2012: Disabled Theater (Авиньонский фестиваль, [4])

## Признание
Премия Бесси (Нью-Йорк, 2005).